# Penana
Penana小說平台，是一個於2014年開發的香港網絡文學及漫畫的連載平台，用家主要來自台灣、香港和馬來西亞等地。該平台曾於2015年奪得香港資訊及通訊科技獎。

## 歷史
Penana於2014年由宋啓鋒和Coen Wong共同創立和開發，二人起初因為喜歡創作劇本而萌生創立小說平台的念頭，而後平台亦引入打賞和訂閲功能，讓讀者透過平台付款支持創作者。2015年，Penana得到該年度的香港資訊及通訊科技獎最佳生活時尚大獎，亦自2018年起為電子書商作出版代理。2019年，兩位創辦人在留意到香港漫畫雜誌《CO-CO!》停刊後受到啟發，在2021年推出「漫畫訂閱雜誌計劃」，以「整合型訂閱」形式讓多位創作者合組團隊一同推出作品，並讓讀者以單一價錢的月費計劃來訂閲各創作者的團隊。
Penana的用家主要使用中文和英文，主要來自台灣、香港和馬來西亞等地區。除了分享作品外，該平台亦讓創作者發佈網誌和動態，以及會定期舉辦不同的創作比賽。截至2021年9月，該平台的活躍用户已達160萬，當中香港用户約佔兩成。

## 外部連結
- Penana小說平台官方網站 （页面存档备份，存于）